# Aššur
La ciudad de Aššur (también Ashshur, Ashur, Assur, Asur), situada en la orilla del Tigris, fue originariamente una colonia de Babilonia y posteriormente se convirtió en la primera capital de Asiria (hasta 879 a. C.), estado al cual dio nombre. Los primeros testimonios de su existencia datan del tercer milenio a. C. Fue tomada por los medos en 614 a. C., siendo completamente destruida.
Sus ruinas se encuentran actualmente en al-Charquāṭ (Irak). La Unesco declaró Aššur Patrimonio de la Humanidad en 2003 y la incluyó en la Lista del Patrimonio de la Humanidad en peligro.

## Historia

### Aššur en el III milenio a.C.
Las excavaciones arqueológicas han demostrado que el lugar estaba ocupado, durante el período sumerio, antes del surgimiento del Imperio Asirio. Los restos más antiguos de la ciudad fueron descubiertos en los cimientos del templo de Ishtar y en el Antiguo Palacio. Durante el Imperio Acadio, la ciudad fue gobernada por reyes nativos de Acadia. Durante el llamado Renacimiento Sumerio, el gobierno de la ciudad fue desempeñado por un gobernador sumerio.

### Aššur en el Imperio Asirio antiguo y medio

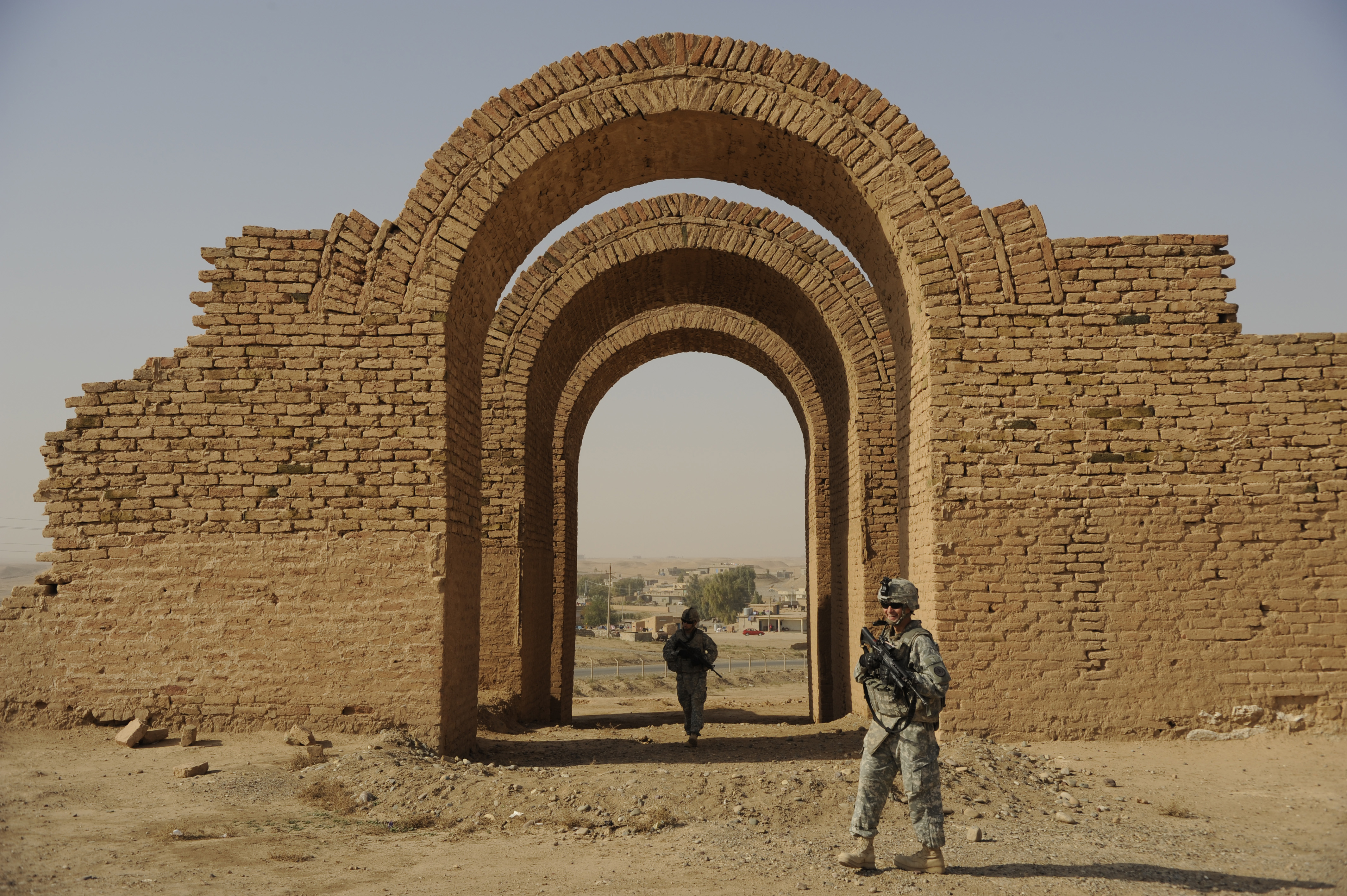
Soldados estadounidenses en las ruinas de Aššur.

Tras el derrumbamiento del Imperiooo Ur, comenzaron a cobrar gran independencia las ciudades de la Alta Mesopotamia, siendo una de ellas Assur que se convirtió en un pequeño reino. Puzur-Assur I fue reconocido como rey y fundó una nueva dinastía, cerca del año 2000. Ilushuma fue su segundo sucesor quien realizó una expedición a Baja Mesopotamia aprovechando el caos de ésta. Al mismo tiempo que Assur iba creciendo, lo hacían también otras ciudades destacando como potencias como es el caso de Mari, Eshnunna y Simash. 
En la época en que la dinastía neosumeria de Ur-III fue destruida por los elamitas, en el 2004 a. C., los príncipes locales, incluidos los de Aššur, se habían sacudido el yugo extranjero. Aššur se transformó rápidamente en un importante centro comercial, y las rutas comerciales comunicaban la ciudad con Anatolia, donde los mercaderes de Aššur establecieron colonias comerciales. Estas colonias se denominaban kârum, y comerciaban principalmente con lana y estaño (ver Kültepe). En la ciudad de Aššur se erigieron los primeros grandes templos, consagrados al dios local Aššur y a Adad. También las primeras fortificaciones se comenzaron en este período.
Aššur fue la capital del reino de Shamshi-Adad I (1813-1781 a. C.), quien extendió el poder e influencia de la ciudad hasta más allá del valle del Tigris. En esta época se construyó el Gran Palacio Real, y el templo de Aššur fue ampliado y se le añadió un ziggurat. Este reino llegó a su fin cuando el rey de Babilonia Hammurabi lo anexionó a sus dominios, tras la muerte de Shamshi-Adad. Se sabe que la actividad constructiva se reanudó unos pocos siglos después, durante el gobierno del rey autóctono Puzur-Aššur III, que volvió a fortificar la ciudad e incorporó los barrios del sur a las defensas principales. En el siglo XV a. C. se erigieron sendos templos a la diosa luna Sin (Nanna) y al dios sol o Šamaš (Shamash). Posteriormente, la ciudad fue subyugada por el reino de Mitanni.
Asiria recuperó su independencia en el siglo XIV a. C., y en los siglos siguientes se restauraron los antiguos templos y palacios de Aššur. Tukulti-Ninurta I (1244-1208 a. C.) empezó la construcción de un nuevo templo, consagrado a la diosa Ishtar. El templo de Anu-Adad fue construido durante el reinado de Tiglath-Pileser I (1115-1075 a. C.). El área amurallada de la ciudad creció en el Imperio Asirio Medio hasta ocupar una extensión de 120 hectáreas.

### Aššur en el período neoasirio y posteriormente
Durante el período neoasirio (912-612 a. C.), la residencia real se trasladó a otras ciudades de Asiria. Asurnasirpal II (883-859 a. C.) trasladó la capital de Aššur a Kalhu (Nimrud). La ciudad de Aššur, sin embargo, continuó siendo el centro religioso del imperio, gracias a su templo dedicado al dios nacional, Aššur. Durante el reinado de Senaquerib (705-682 a. C.), se construyó la Casa del Año Nuevo, akitu, y varias festividades se celebraron en la ciudad. Varios monarcas asirios fueron sepultados bajo el Antiguo Palacio. El final de los días gloriosos de Aššur llegó en 614 a. C., cuando la ciudad fue saqueada y destruida durante la conquista de Asiria por los medos.
Siglos más tarde, la ciudad volvió a ser ocupada, durante la época parta. En el norte de la ciudad se levantaron nuevos edificios de carácter administrativo, y en el sur un nuevo palacio. Sin embargo, la ciudad volvió a ser destruida por el rey sasánida Sapor I (241-272). Se conocen asentamientos en la ciudad desde los siglos XII y XIII, pero después solo fue habitada por beduinos nómadas. Los modernos asirios continúan reverenciando el lugar.

## Los palacios reales

Principales ciudades de la antigua Mesopotamia.

El más antiguo monumento de importancia en Aššur es el «Palacio Viejo», que ya estaba en pie en tiempos de Samsi-Addu, en el siglo XVIII a. C., y que fue posteriormente reconstruido por Arad-Nirari I y Aššurnasirpal II. Tiene una extensión de 1,2 hectáreas y está organizado en torno de patios centrales.
El «Palacio Nuevo» fue erigido más tarde en el noroeste de la ciudadela por Tukulti-Ninurta I (1244-1207 a. C.), y restaurado posteriormente por Senaquerib. En este edificio se han encontrado las tumbas de numerosos reyes asirios: Aššur-bel-kala I(1074-1056), Aššurnasirpal II (883-859), Shamshi-Adad V (824-811), y quizá también la del propio Senaquerib (705-681). Cuando este último reorganizó la ciudad, ordenó la construcción, más al sur, de un palacio secundario para uno de sus hijos. Se han hallado también las casas privadas de importantes nobles de la ciudad, así como tumbas de particulares acomodados.